# Thomas H. Cook
Pour les articles homonymes, voir Cook.
Thomas H. Cook est un écrivain américain né à Fort Payne, en Alabama, le 19 septembre 1947 .

## Biographie
Il a été professeur d'anglais et d'histoire ainsi que secrétaire de rédaction au magazine américain Atlanta avant de se consacrer entièrement à l'écriture. Ses romans, réputés pour leur finesse psychologique, privilégient les thèmes des secrets de famille, de la culpabilité et de la rédemption.

## Œuvres traduites en français
- Safari dans la 5e avenue, [« Blood Innocents »], trad. de Madeleine Charvet, Paris, Éditions Gallimard, coll. « Série noire », 1980, 244 p.  (ISBN 2-07-048809-8)
- Du sang sur l'autel, [« Tabernacle »], trad. de Madeleine Charvet, Paris, Éditions Gallimard, coll. « Série Noire », 1983, 344 p.  (ISBN 2-07-049021-1)
- Qu'est-ce que tu t'imagines ? / L'Innocence pervertie [« Sacrificial Ground »], trad. de Daniel Lemoine, Paris, Éditions Gallimard, coll. « Série noire », 1989, 313 p.  (ISBN 2-07-049188-9)
- Haute Couture et basses besognes, [« Flesh and Blood »], trad. de Simone Hilling, Paris, Éditions Gallimard, coll. « Série noire », 1989, 309 p.  (ISBN 2-07-049210-9)
- Les Rues de feu, [« Streets of Fire »], trad. de Tom Nieuwenhuis, Paris, Éditions Gallimard, coll. « Série noire », 1992, 436 p.  (ISBN 2-07-049299-0). Nouvelle traduction [La fureur de la rue] par Philippe Loubat-Delranc, Éditions du Seuil, coll. « Cadre noir », 2019, 432 p.
- Les Instruments de la nuit, [« Instruments of Night »], trad. de Sophie Dalle, Paris, Éditions de l'Archipel, coll. « Les maîtres du suspense », 1999, 280 p.  (ISBN 2-84-187-181-9)
- Les ombres de la nuit, [« Places in the dark »], trad.de Daniel Vita, Paris , Éditions de l'Archipel, coll. « Les maîtres du suspense », 2002, 286 p.  (ISBN 2-84-187-382-X)
- Interrogatoire, [« The Interrogation »], trad. de Cécile Leclère, Paris, Éditions de l'Archipel, coll. « Les maîtres du suspense », 2003, 292 p.  (ISBN 2-84187-499-0)
- Disparition, [« Taken »], trad. de Thierry Beauchamp et Romain Rabier, Paris, Éditions de l'Archipel, coll. « Les maîtres du suspense », 2003, 358 p.  (ISBN 2-84187-535-0)
- La Preuve de sang, [« Evidence of Blood »], trad. de Gaëtane Lambrigot, revue par Béatrice Durupt, Paris, Éditions Gallimard, coll. « Série noire », 2006, 402 p.  (ISBN 2-07-049650-3)
- Les Feuilles mortes, [« Red Leaves »], trad. de Laetitia Devaux, Paris, Éditions Gallimard, coll. « Série noire », 2008, 274 p.  (ISBN 978-2-07-077978-9)

- Prix Barry 2006
- Les Liens du sang, [« The Cloud of Unknowing »], trad. de Clément Baude, Paris, Éditions Gallimard, coll. « Série noire », 2009, 311 p.  (ISBN 978-2-07-012133-5)
- Les Ombres du passé, [« Into the Web »], trad. de Laetitia Devaux, Paris, Éditions Gallimard, coll. « Folio policier », 2009, 277 p.  (ISBN 978-2-07-039883-6)
- Les Leçons du mal, [« Master of the Delta »], trad. de Philippe Loubat-Delranc, Paris, Éditions du Seuil, coll. « Seuil policiers », 2011, 356 p.  (ISBN 978-2-02-099897-0)
- Mémoire assassine, [« Mortal Memory »], trad. de Philippe Loubat-Delranc, Paris, Éditions Point2, 2011, 493 p.  (ISBN 978-2-36394-028-5)
- Au lieu-dit Noir-Étang, [« The Chatham School Affair »], trad. de Philippe Loubat-Delranc, Paris, Éditions du Seuil, coll. « Seuil policiers », 2012, 354 p.  (ISBN 978-2-02-104786-8)[4]

- Prix Edgar-Allan-Poe 1997
- L’Étrange Destin de Katherine Carr, [« The Fate of Katherine Carr »], trad. de Philippe Loubat-Delranc, Paris, Éditions du Seuil, coll. « Seuil policiers », 2013, 304 p.  (ISBN 978-2-02-103017-4)
- Le Secret des tranchées, [« What’s in a name ? »], trad. de Philippe Loubat-Delranc, Paris, Flammarion, coll. « Ombres Noires », 2014, 96 p.  (ISBN 9782081335752)
- Le Dernier Message de Sandrine Madison, [« Sandrine’s Case »], trad. de Philippe Loubat-Delranc, Paris, Éditions du Seuil, coll. « Seuil policiers », 2014, 400 p.  (ISBN 978-2-02-111412-6)
- Dernière conversation avec Lola Faye, [« The Last Talk with Lola Faye »], trad. de Gérard de Chergé, Paris, Éditions du Seuil, coll. « Romans étrangers (H.C.)», 2015, 360 p.  (ISBN 978-2-7578-4152-5)
- Le Crime de Julian Wells, [« The Crime of Julian Wells »], trad. de Philippe Loubat-Delranc, Paris, Éditions du Seuil, coll. « Seuil policiers », 2015, 304 p.  (ISBN 978-2-02-108706-2)
- Sur les hauteurs du mont Crève-Cœur, [« Breakheart Hill »], trad. de Philippe Loubat-Delranc, Paris, Éditions du Seuil, coll. « Seuil policiers », 2016, 326 p.  (ISBN 978-2-02-117667-4)
- Danser dans la poussière, [« A Dancer in the Dust »], trad. de Philippe Loubat-Delranc, Paris, Éditions du Seuil, coll. « Seuil policiers », 2017, 368 p.